# Flegreïsche Eilanden
De Flegreïsche Eilanden (Italiaans: Isole Flegree) zijn de eilanden gelegen aan de noordelijke zijde van de Golf van Napels. De Flegreïsche Eilanden bestaan uit de eilanden Ischia, Procida, Vivara en Nisida.
De naam van de archipel is afgeleid van de zogenaamde Flegreïsche Velden (Ital.: Campi Flegrei), de geologische regio waarvan de vulkanische activiteit heeft geleid tot de vorming van deze eilanden. Het eiland Capri, tevens gelegen in de Golf van Napels, behoort niet tot de Flegreïsche Eilanden, omdat dit eiland binnen een andere geologische zone valt. Desalniettemin worden de Flegreïsche Eilanden en Capri vaak samen genoemd onder de term Campanische (of Napolitaanse) Archipel.
In de Griekse oudheid heetten de eilanden Pithecussae of Eilanden van de Apen. Aangezien de mensheid zich niet kon herinneren dat er ooit apen op het eilanden hadden gewoond, werd geconcludeerd dat twee criminele broers uit de Griekse mythologie, bekend onder de naam Kerkopes, door Zeus gestraft en veranderd in apen, hier moesten hebben gewoond.